# Amarte Es un Placer
| Críticas profissionais | Críticas profissionais |
| Avaliações da crítica  | Avaliações da crítica  |
| Fonte                  | Avaliação              |
| ---------------------- | ---------------------- |
| Allmusic               | [ 1 ]                  |
| Los Angeles Times      | [ 2 ]                  |

Amarte Es un Placer é o 15º álbum de estúdio do cantor mexicano Luis Miguel, lançado em 1999.

## Faixas
| N.º            | Título                   | Compositor(es)                              | Duração |  |
| 1.             | "Tu Mirada"              | Alejandro Asensi Francisco Loyo Luis Miguel | 4:09    |  |
| 2.             | "Soy Yo"                 | Armando Manzanero                           | 3:55    |  |
| 3.             | "Sol, Arena y Mar"       | Asensi Miguel Arturo Pérez                  | 3:18    |  |
| 4.             | "O Tú O Ninguna"         | Juán Carlos Calderón                        | 3:16    |  |
| 5.             | "Quiero"                 | Asensi Loyo Miguel                          | 4:36    |  |
| 6.             | "Dormir Contigo"         | Manzanero                                   | 4:15    |  |
| 7.             | "Dímelo en un Beso"      | Loyo Miguel                                 | 4:36    |  |
| 8.             | "No Me Fío"              | Calderón                                    | 3:45    |  |
| 9.             | "Te Propongo Esta Noche" | Asensi Miguel Pérez                         | 6:11    |  |
| 10.            | "Tú Solo Tú"             | Miguel Pérez                                | 4:19    |  |
| 11.            | "Ese Momento"            | Manzanero                                   | 3:49    |  |
| 12.            | "Amarte es un Placer"    | Calderón                                    | 3:31    |  |
| Duração total: | Duração total:           | Duração total:                              | 49:40   |  |

## Singles
| #  | Título                | EUA | LATIN POP | LATIN TROP | HOT DANCE |
| -- | --------------------- | --- | --------- | ---------- | --------- |
| 1. | "Sol, Arena y Mar"    | #3  | #2        | #12        | #8        |
| 2. | "O Tú O Ninguna"      | #1  | #1        | #3         | –         |
| 3. | "Dormir Contigo"      | #11 | #2        | #25        | –         |
| 4. | "Amarte es un Placer" | #6  | #5        | #9         | –         |

## Prêmios e indicações
Em 2000, o álbum ganhou três Latin Grammy Awards nas categorias "Álbum do Ano", "Melhor Álbum Pop" e "Melhor Performance Pop Masculina" para a canção "Tu Mirada". Também recebeu uma indicação ao Grammy Awards na categoria "Melhor Álbum Pop Latino".

## Charts
| Chart (1999)               | Posição |
| -------------------------- | ------- |
| Billboard 200              | 36      |
| Billboard Latin Pop Albums | 1       |
| Billboard Top Latin Albums | 1       |
| Espanha (PROMUSICAE)       | 1       |

## Vendas e certificações
| Região | Certificação | Vendas/distribuição |
| --- | ------------ | ------------------- |
| Argentina (CAPIF) | 5x Platina   | 300.000x            |
| Espanha (PROMUSICAE) | 6x Platina   |                     |
| EUA (RIAA) | Ouro         | 500.000^            |
| México (AMPROFON) | 5x Platina   | 750.000^            |
| *vendas baseadas apenas na certificação ^distribuições baseadas apenas na certificação xdistribuições não-especificadas baseadas apenas na certificação |              |                     |